# Olla de vapor

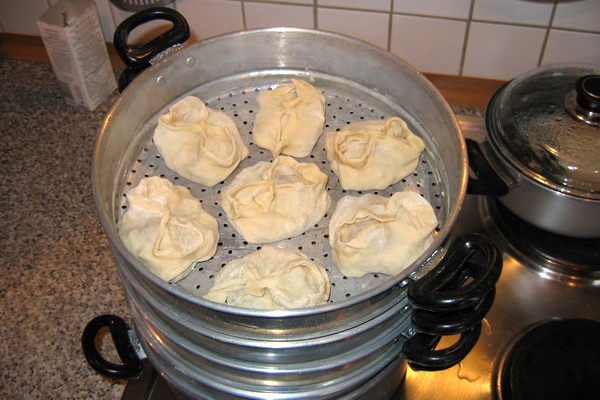
Manti en una olla de vapor

Una olla de vapor és un estri de cuina usat per preparar diversos plats en un recipient tancat que limita la fuita de gasos, vapors i líquids per sota d'una determinada pressió.

## Usos

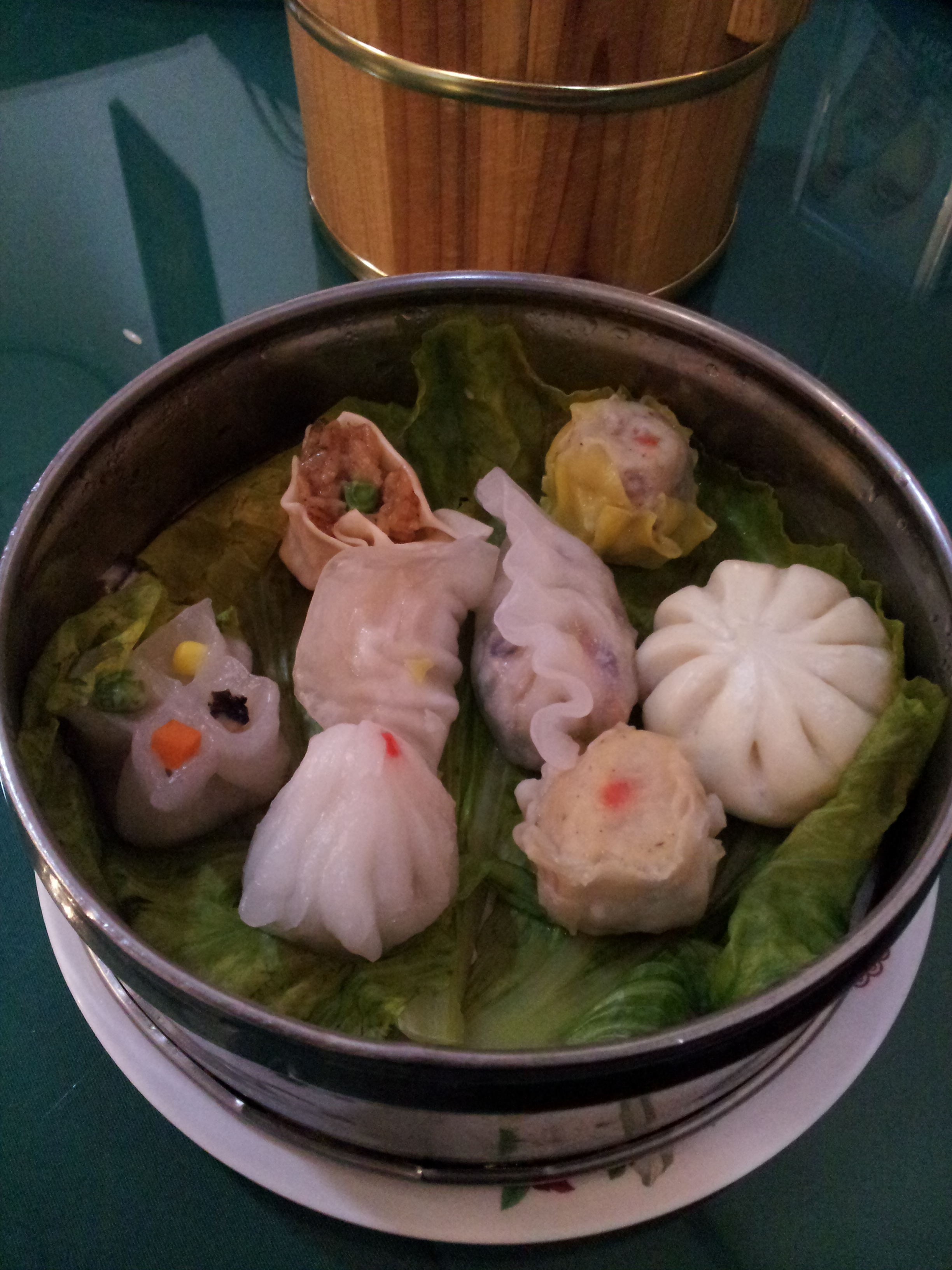
Especialitats xineses al vapor.

A la gastronomia occidental, la cocció al vapor es fa servir generalment en vegetals, però poques vegades en carns. En canvi, a la cuina xinesa, poques vegades es preparen vegetals al vapor, sinó que se solen saltejar. A la cuina xinesa la cocció al vapor es fa servir en molts plats tant amb carns, com peixos. A més, l'arròs i alguns menjars fets amb blat també es preparen al vapor.